# Möckmühl
Möckmühl (MAF: /mœkˈmyːl/, posłuchajⓘ) – miasto w Niemczech, w kraju związkowym Badenia-Wirtembergia, w rejencji Stuttgart, w regionie Heilbronn-Franken, w powiecie Heilbronn, siedziba wspólnoty administracyjnej Möckmühl. Leży nad rzeką Jagst, ok. 25 km na północ od Heilbronn, przy autostradzie A81.

## Galeria

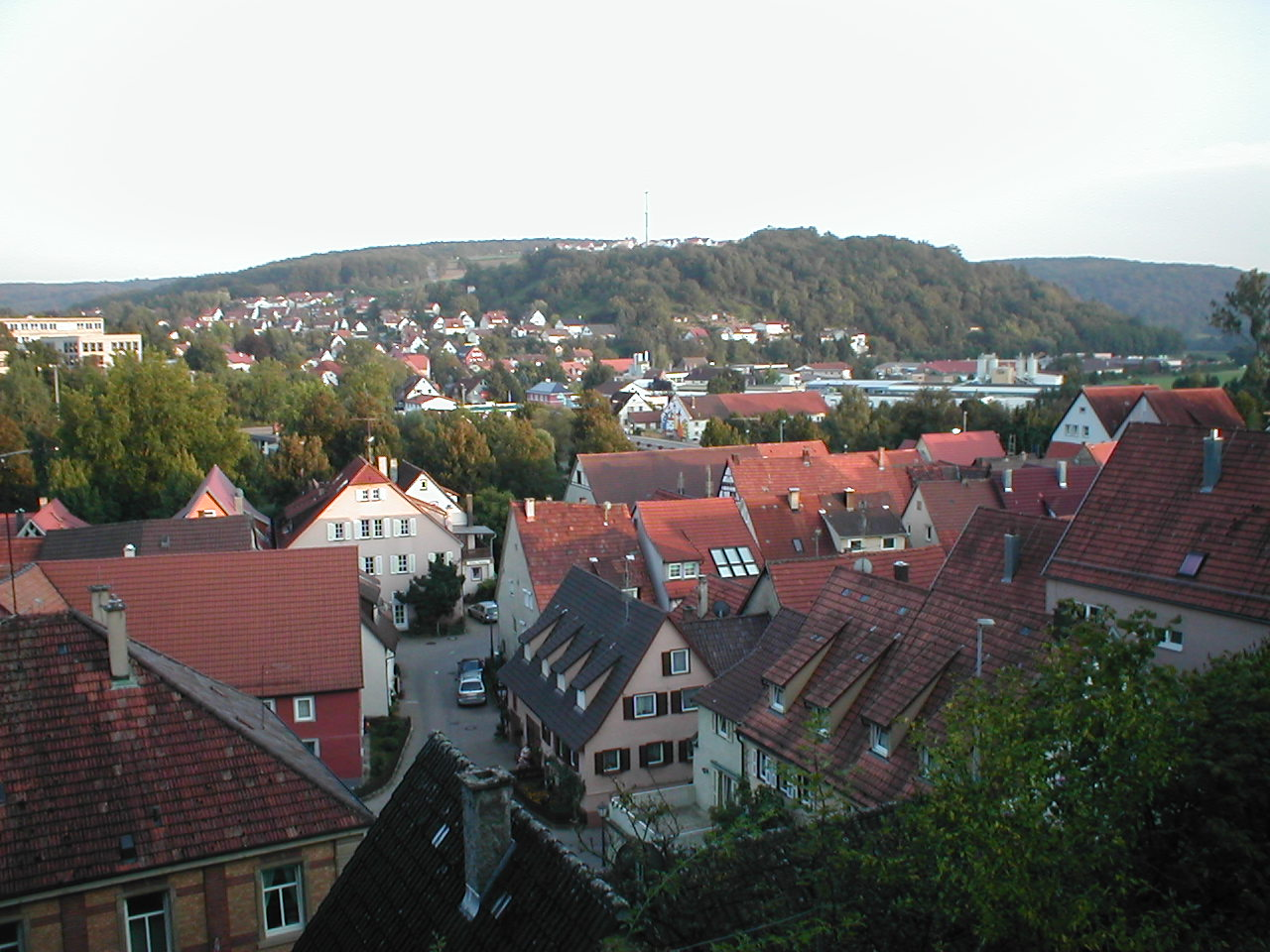
Widok z zamku
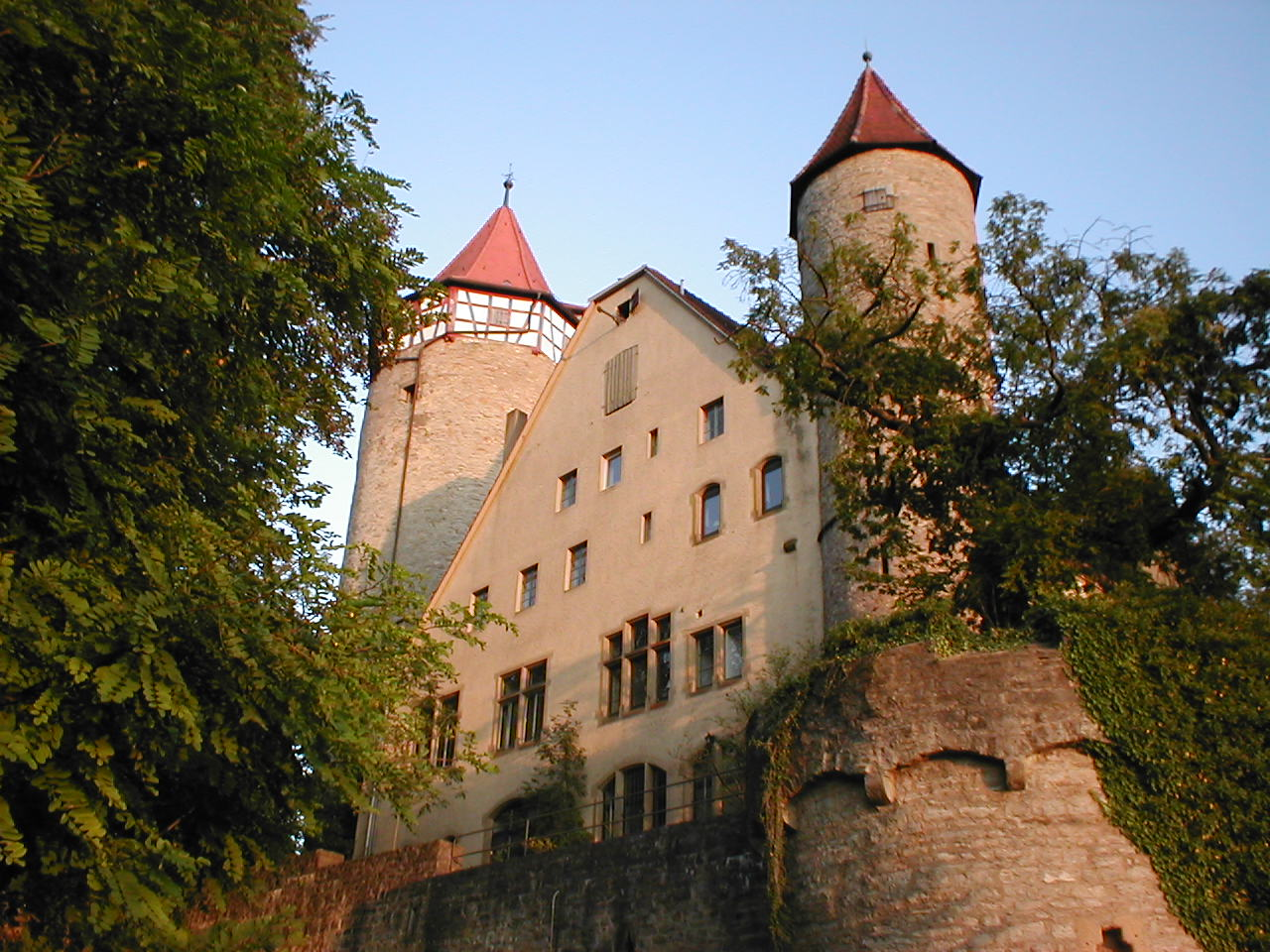
Zamek
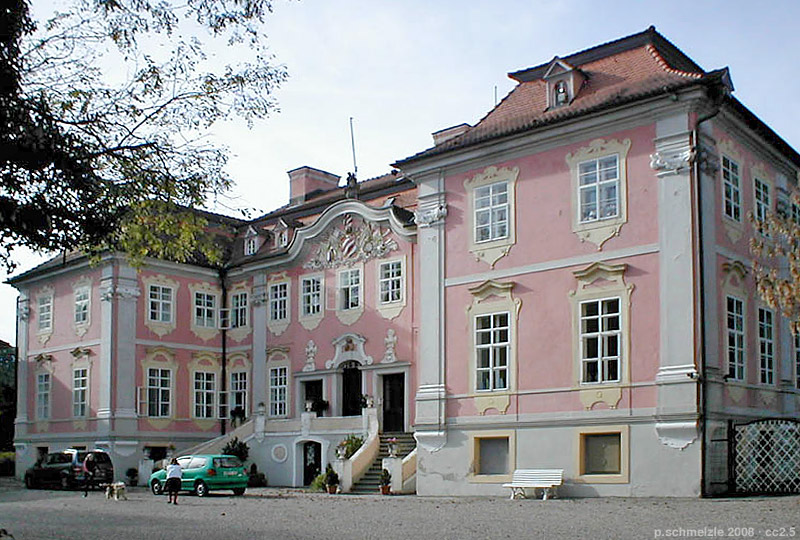
Pałac Assumstadt
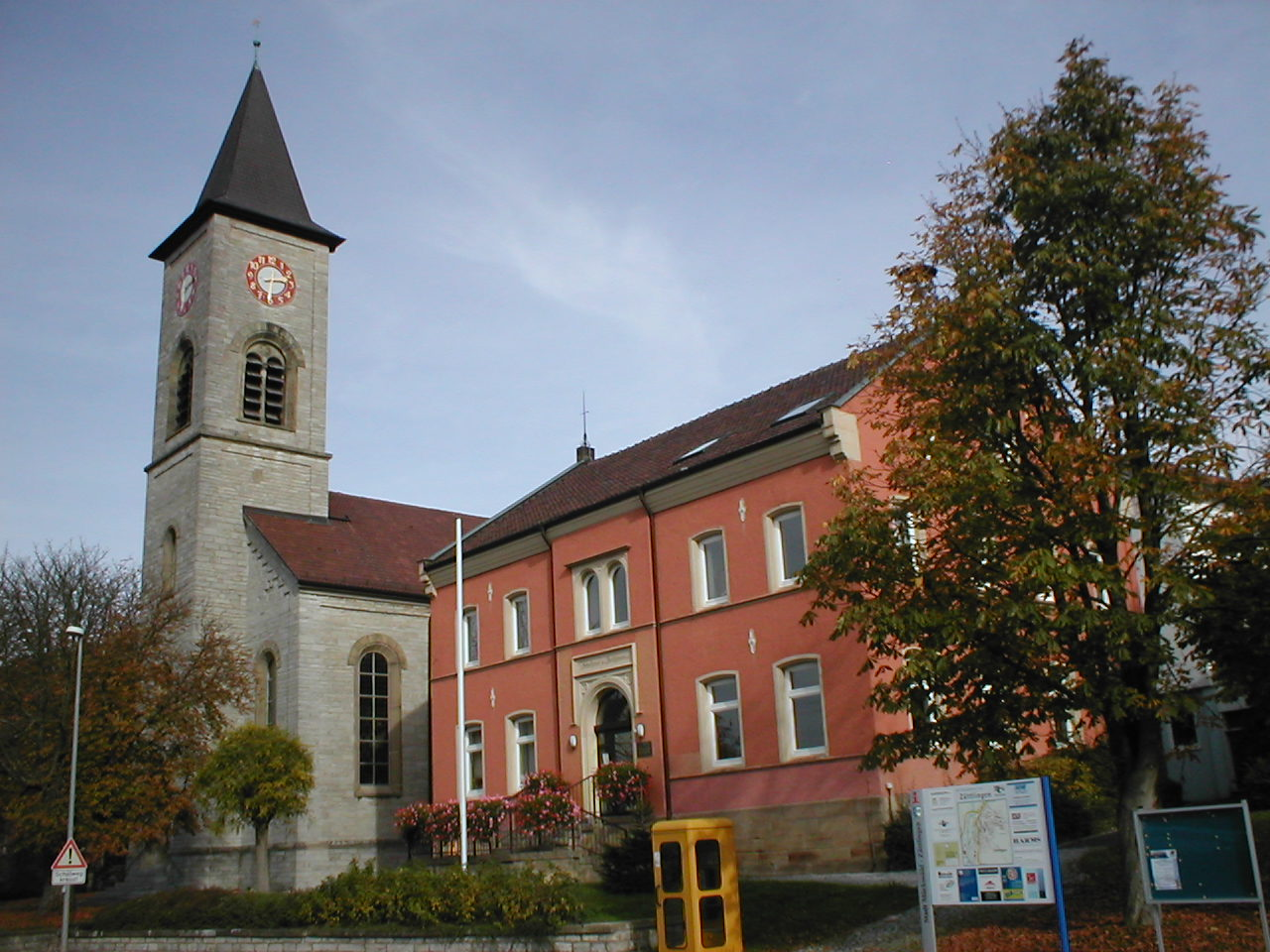
Kościół ewangelicki i ratusz
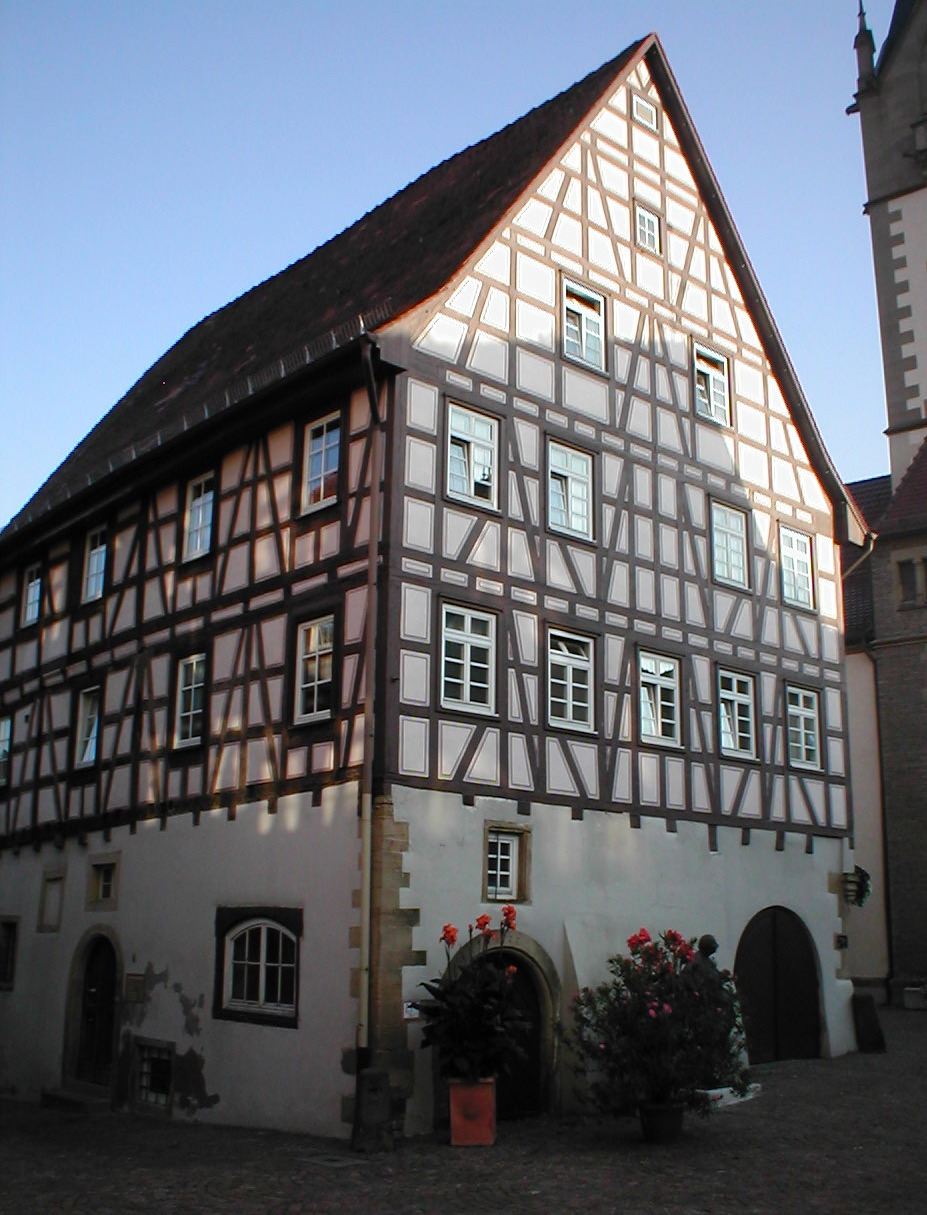
Stary diakonat
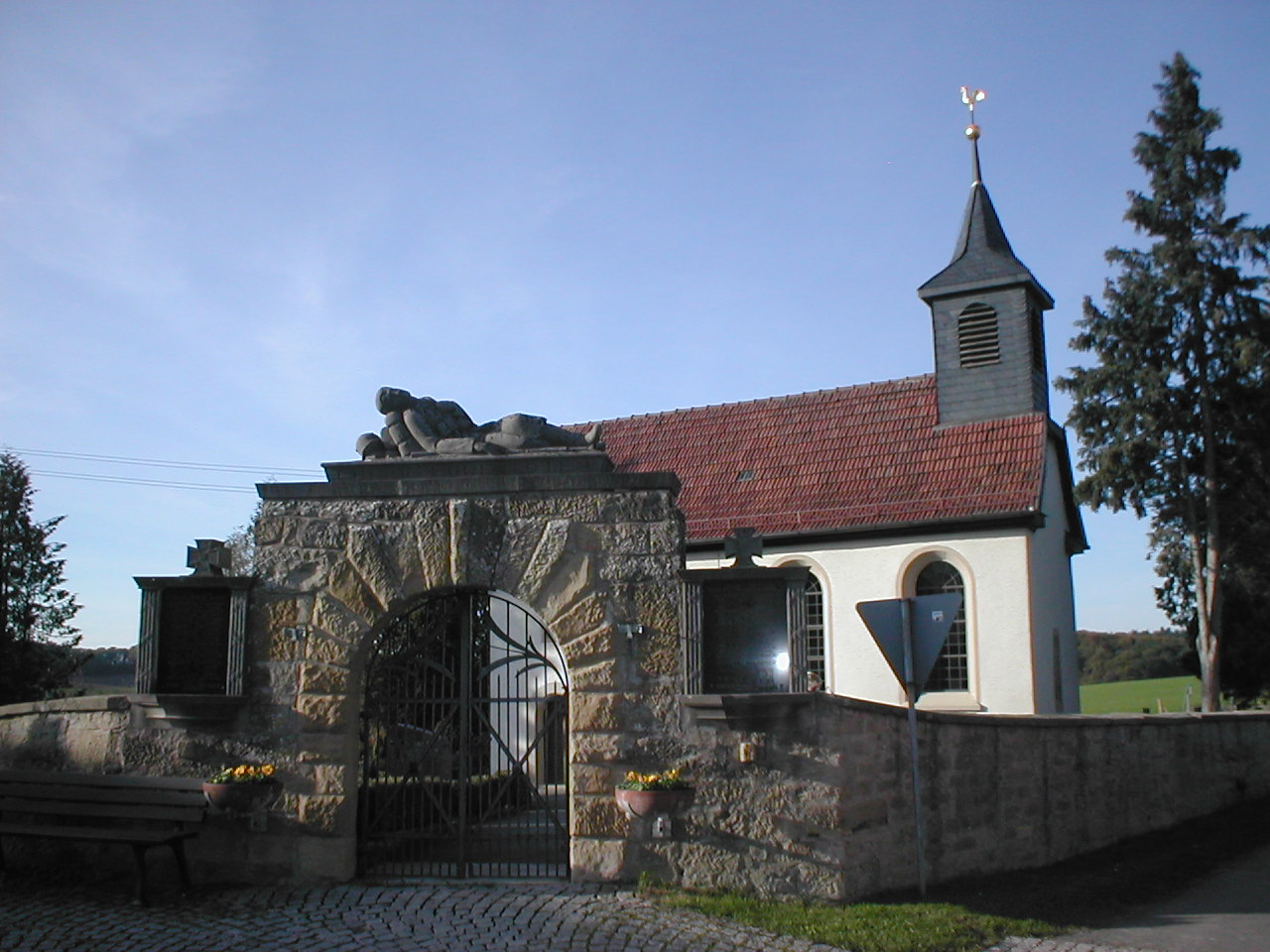
Pomnik poległych